# Metaphycus heynsi
Metaphycus heynsi är en stekelart som beskrevs av Annecke och Mynhardt 1971. Metaphycus heynsi ingår i släktet Metaphycus och familjen sköldlussteklar. Inga underarter finns listade i Catalogue of Life.